# 윌리엄 파월
윌리엄 파월(William Powell, 1892년 7월 29일 ~ 1984년 3월 5일)은 미국의 배우이다.

## 작품 목록
- 《그림자 없는 남자》 (1934)